# Exocentrus trifasciatus
Exocentrus trifasciatus là một loài bọ cánh cứng trong họ Cerambycidae.